# روماناس برازداکیس
روماناس برازداکیس (انگلیسی: Romanas Brazdauskis؛ زادهٔ ۲۰ فوریهٔ ۱۹۶۴) ورزشکار بسکتبال اهل لیتوانی است.
وی در مسابقات کشوری و بین‌المللی در مجموع برندهٔ ۱ مدال برنز شده‌است.